# Skyline (Alabama)
Skyline – miasto w Stanach Zjednoczonych, w stanie Alabama, w hrabstwie Jackson. W roku 2023 miasto zamieszkiwało 851 osób, a gęstość zaludnienia wynosiła 85,1 osoby/km².